# Orchis aurunca
Orchis aurunca är en orkidéart som beskrevs av Walter Rossi och Minut. Orchis aurunca ingår i släktet nycklar, och familjen orkidéer. Inga underarter finns listade i Catalogue of Life.